# Proteus
Proteus là vị thần Titan cai trị biển cả cùng với Nereus trước khi bị Poseidon lấn át trong cuộc nổi loạn của Zeus chống lại cha mình. một trong những vị thần mà Homer gọi là "Ông già của biển cả". Một số người gán cho ông ta một lĩnh vực cụ thể gọi ông là thần của "thay đổi lớn khó nắm bắt".
Vị thần này có thể tự thay đổi hình dạng của mình.

## Hình ảnh

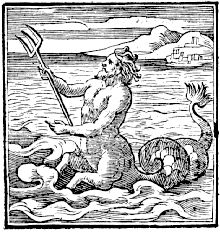
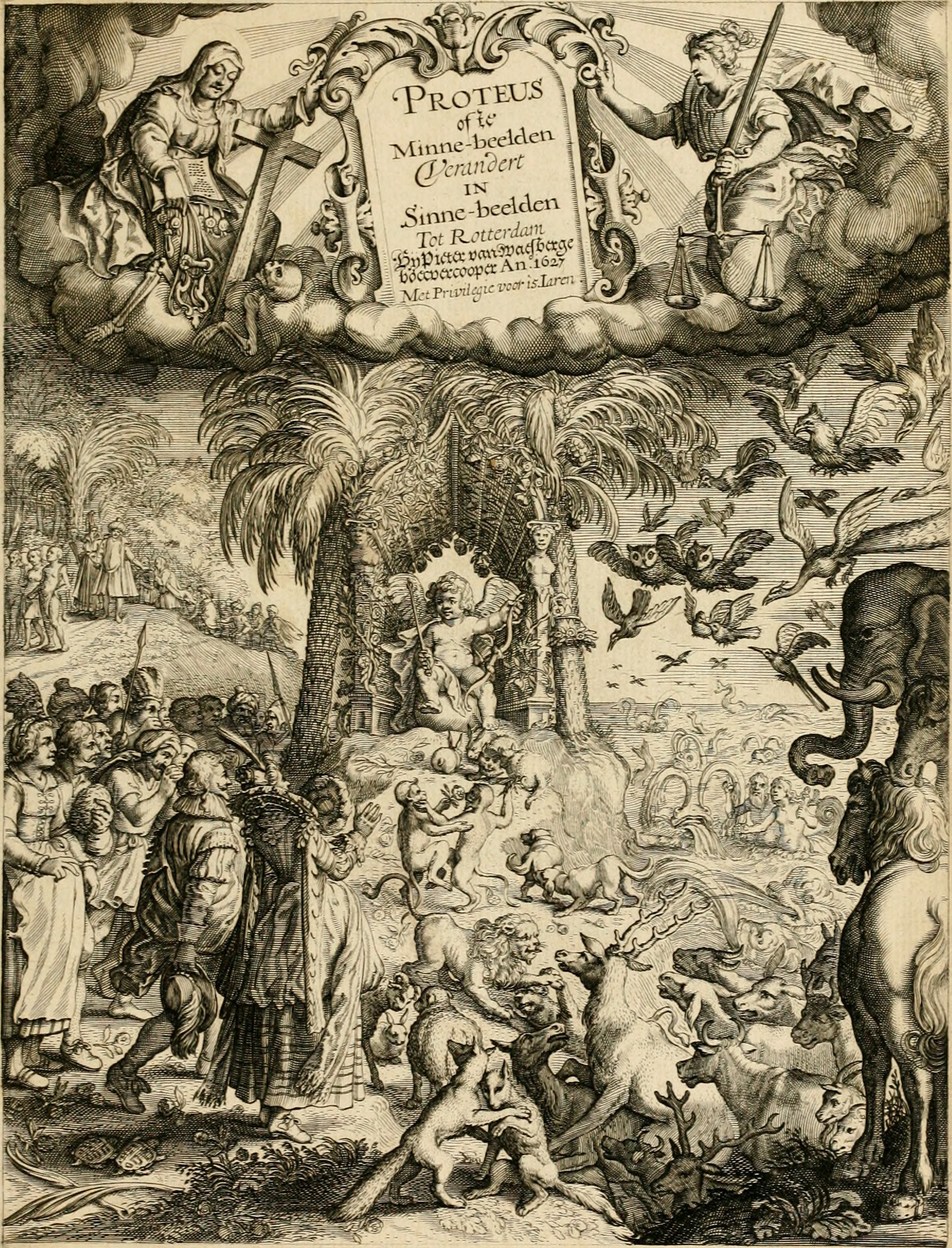
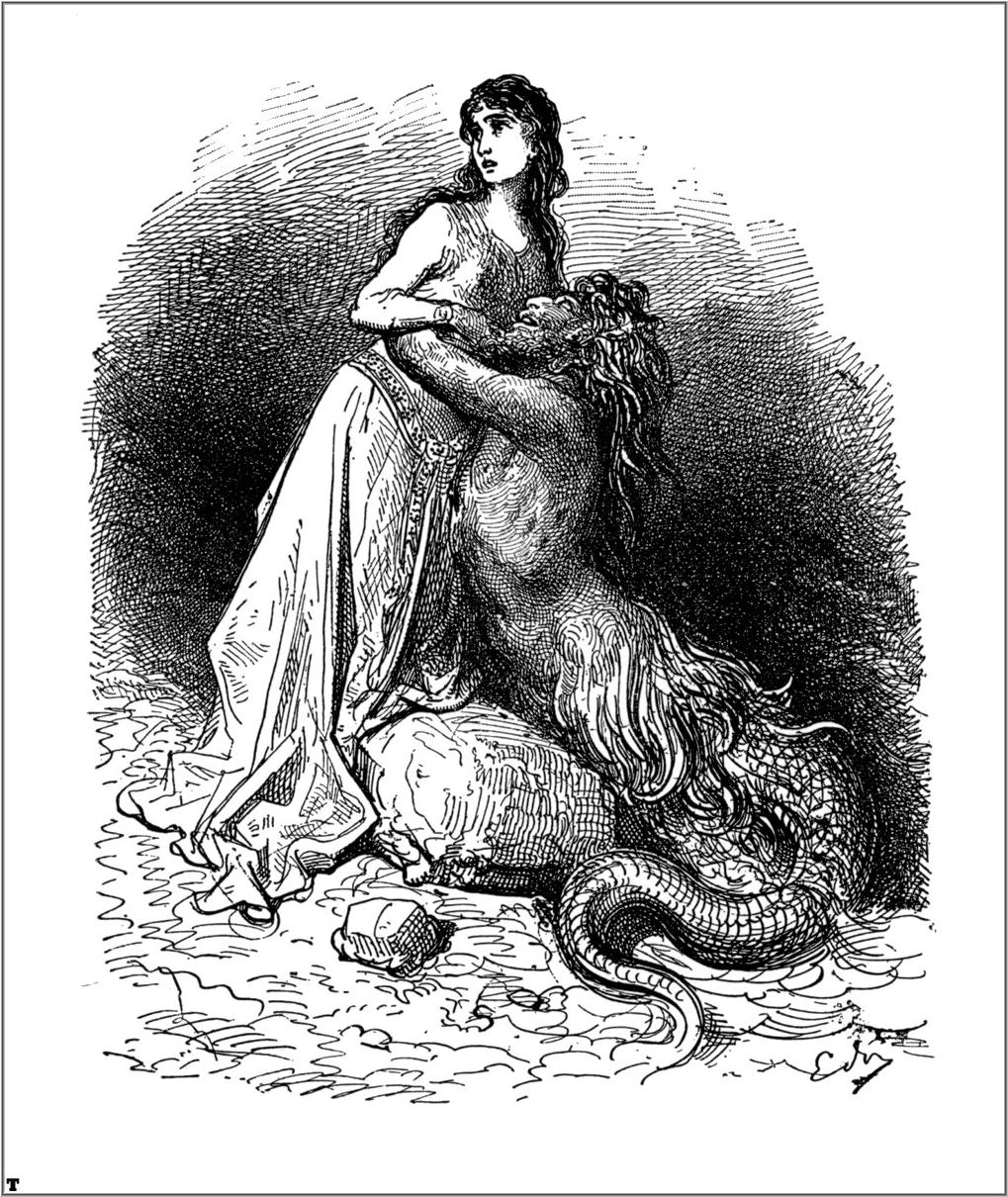
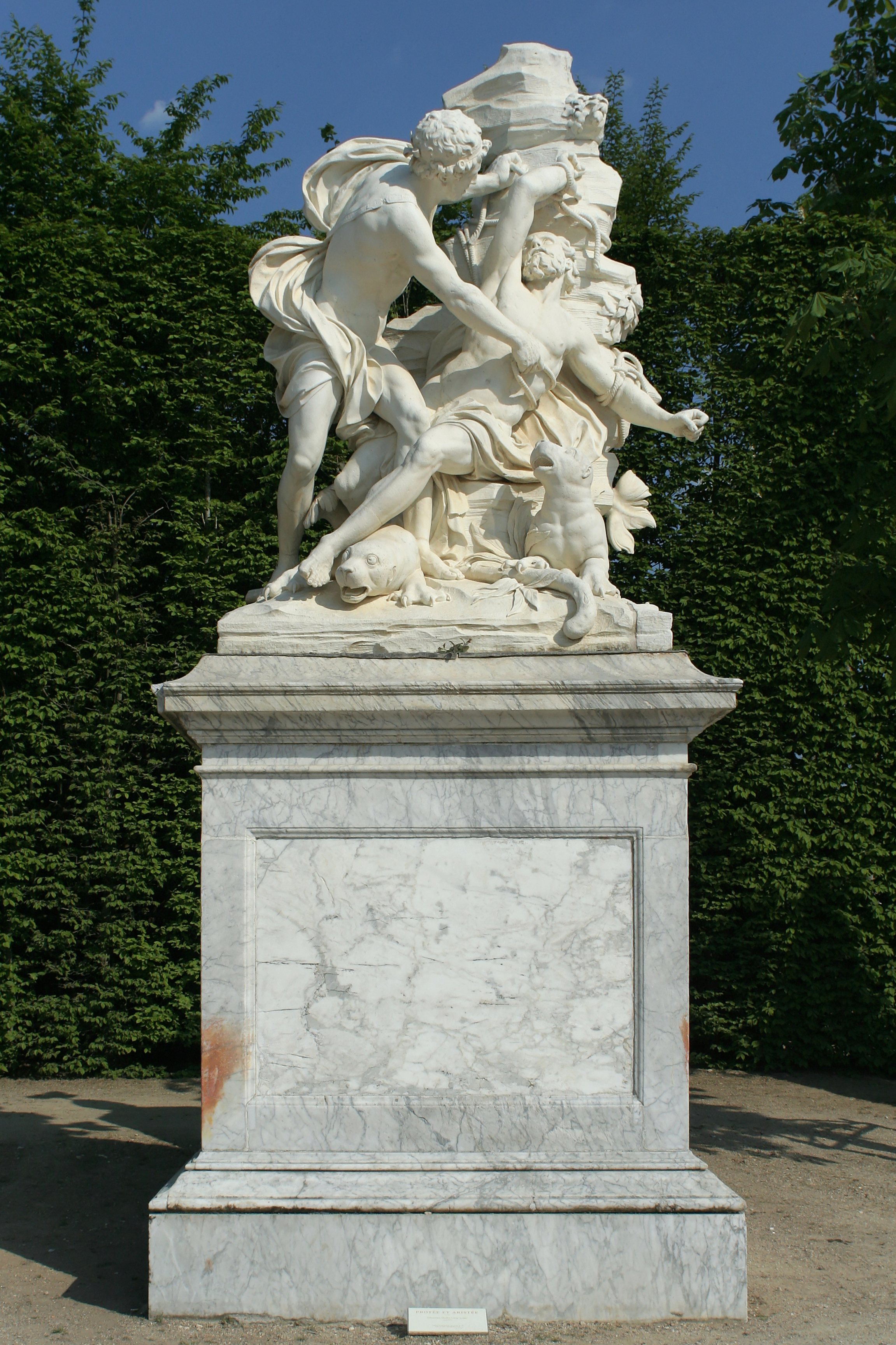